# Didymodon santessonii
Didymodon santessonii là một loài Rêu trong họ Pottiaceae. Loài này được (E.B. Bartram) J.A. Jimenez & Cano mô tả khoa học đầu tiên năm 2006.